# Philipp Scheidemann
Philipp Heinrich Scheidemann (Kassel, 26 de julho de 1865 – Copenhague, 29 de novembro de 1939) foi um político alemão do Partido Social-Democrata da Alemanha (SPD). No primeiro quarto do século XX, ele desempenhou um papel de liderança tanto em seu partido quanto na jovem República de Weimar. Durante a Revolução Alemã de 1918-1919, que eclodiu após a derrota da Alemanha na Primeira Guerra Mundial, Scheidemann proclamou a República Alemã de uma sacada do edifício do Reichstag. Em 1919, ele foi eleito Ministro-Presidente do Reich pela Assembleia Nacional reunida em Weimar para escrever uma constituição para a república. Ele renunciou ao cargo no mesmo ano devido à falta de unanimidade no gabinete sobre aceitar ou não os termos do Tratado de Versalhes.
Scheidemann continuou como membro do Reichstag até 1933 e serviu como prefeito de sua cidade natal, Kassel, de 1920 a 1925. Após a chegada de Adolf Hitler e do Partido Nazista ao poder em 1933, ele se exilou por ser considerado um dos "criminosos de novembro", responsáveis pela derrota da Alemanha na guerra e pelo colapso do Império Alemão. Durante o exílio, escreveu extensivamente sobre a política alemã. Faleceu em Copenhague, Dinamarca, em 1939.

## Biografia
Philipp Scheidemann nasceu em Kassel em 26 de julho de 1865, filho do estofador Friedrich Scheidemann (1842-1879) e de sua esposa Wilhelmine (nascida Pape, 1842-1907). Ele tinha duas irmãs.
Scheidemann frequentou o ensino fundamental e médio entre 1871 e 1879. Após a morte de seu pai em 1879, a família caiu na pobreza. Após a educação escolar, ele completou um aprendizado como tipógrafo e impressor de tipografia de 1879 a 1883. Até os trinta anos, trabalhou no ramo de impressão de livros como ajudante de tipógrafo e, posteriormente, como mestre tipógrafo na gráfica dos irmãos Gottheft em Kassel, que publicava o Casseler Tageblatt, um jornal local.
Em 1883, Scheidemann juntou-se ao SPD, que havia sido banido pelas Leis Antissocialistas de Otto von Bismarck, e tornou-se membro do Sindicato Livre dos Impressores de Livros. Entre 1888 e 1895, foi presidente distrital honorário da associação dos impressores de livros em Marburg. Lá, ele também continuou sua educação na Universidade de Marburg. Diz-se que o filósofo Hermann Cohen, que lecionava lá, deixou uma impressão duradoura nele.
Em 1889, Scheidemann casou-se com Johanna Dibbern (1864-1926) em Kassel. Tiveram três filhas: Lina (1889-1933), Liese (1891-1955) e Hedwig (1893-1935).
Em 1895, abandonou a profissão que aprendera e tornou-se colaborador ativo de vários jornais social-democratas. Primeiro, trabalhou como editor do Mitteldeutsche Sonntagszeitung em Giessen, de 1900 para o Fränkische Tagespost em Nuremberg, a partir de 1902 para o Offenbacher Abendblatt (Offenbach am Main) e finalmente a partir de 1905 para o Casseler Volksblatt em sua cidade natal. Além de artigos políticos, Scheidemann escreveu "Histórias Dialetais" todos os domingos a partir de 1909 sob o pseudônimo de Henner Piffendeckel. Ele também publicou vários livros no dialeto de Kassel.

### Ascensão no partido e no Reichstag
Nas eleições para o Reichstag de 1903, Scheidemann entrou no Reichstag do Império Alemão pelo distrito eleitoral de Düsseldorf 3, cidade e distrito de Solingen . Ele foi reeleito em janeiro de 1907 e janeiro de 1912. De 1906 a 1911, ele também ocupou um assento como vereador em sua cidade natal, Kassel. Quando em 1911 foi eleito para o comitê executivo do SPD, do qual permaneceu membro até 1918, ele renunciou ao seu mandato municipal porque a eleição exigia que ele se mudasse para Berlim. Após a morte em 1913 de August Bebel, o líder de longa data do SPD, Scheidemann assumiu a presidência do grupo parlamentar do SPD junto com Hugo Haase. Ele ocupou o cargo até 1918. Em 1912, Scheidemann tornou-se o primeiro social-democrata a ser eleito um dos vice-presidentes do Reichstag, mas como se recusou a fazer a visita inaugural ao imperador – o "ir ao tribunal" que o partido sempre desaprovou – ele não pôde assumir o cargo. Foi somente de junho a outubro de 1918 que ele realmente ocupou o cargo.
Ao contrário de Friedrich Ebert , que se tornou copresidente do partido com Hugo Haase em 1913, Scheidemann tinha talento retórico. Ele conseguia falar de forma convincente tanto em reuniões de massa quanto em pequenas plateias. Wilhelm Keil, amigo e camarada de partido de ambos, descreveu Ebert como "sempre sério, digno e enérgico", enquanto Scheidemann era um "retórico brilhante com maneiras um tanto turbulentas... o que às vezes permitia que surgissem dúvidas sobre qual porcentagem de seu fogo aparentemente sagrado deveria ser atribuída à teatralidade". As maneiras realistas de Scheidemann, seu senso de humor e alegria inabalável lhe renderam reconhecimento fora do partido.
Seu estilo político era pragmático. Sempre que podia, evitava conflitos nos quais via pouca esperança de resolução. Ele defendia uma causa apenas quando parecia possível que ele teria sucesso nela. Antes da Primeira Guerra Mundial, ele era um palestrante regular sobre questões orçamentárias e militares e era considerado um representante do centro do partido. Quando dirigiu ataques violentos contra a família imperial Hohenzollern no Reichstag em 1912, o chanceler do Reich Theobald von Bethmann Hollweg e os membros do Bundesrat que estavam presentes deixaram o salão em protesto. Em várias ocasiões, Scheidemann representou a social-democracia alemã em congressos no exterior. Viagens publicitárias o levaram à França, Suíça e Estados Unidos.

Um discurso proferido por Scheidemann em Paris em 1912 causou grande comoção pública e foi publicado na Alemanha de forma distorcida para difamá-lo especificamente e aos sociais-democratas em geral como "traidores da pátria". Em um debate no Reichstag em 3 de dezembro de 1912, o colega de partido de Scheidemann, Eduard David, sentiu-se compelido a reproduzir a redação verdadeira das declarações contestadas de Scheidemann:
| “ | "Contra aqueles que tentam nos empurrar para a bestialidade de uma guerra europeia, nos defenderemos com a coragem do desespero. Os trabalhadores e socialistas alemães também respeitam e amam os proletários e socialistas franceses como irmãos. ... Nosso inimigo está... em outro lugar. É onde o seu também está. Isso é o capitalismo. Vamos lutar juntos, camaradas, pelo progresso da humanidade, pela liberdade de trabalho, pela paz mundial." | ” |

### Primeira Guerra Mundial
Durante a Primeira Guerra Mundial, Scheidemann representou uma linha intermediária entre as alas direita e esquerda do SPD. Em princípio, ele apoiava a aprovação de créditos de guerra, mas se opunha a uma paz vitoriosa e defendia uma paz negociada sem anexações. Sua declaração "O que é francês permanecerá francês, o que é belga permanecerá belga, o que é alemão permanecerá alemão" foi chamada de alta traição nos círculos militaristas-nacionalistas. Representantes do Partido da Pátria Alemã, em particular, declararam que queriam "enforcar" Scheidemann. 

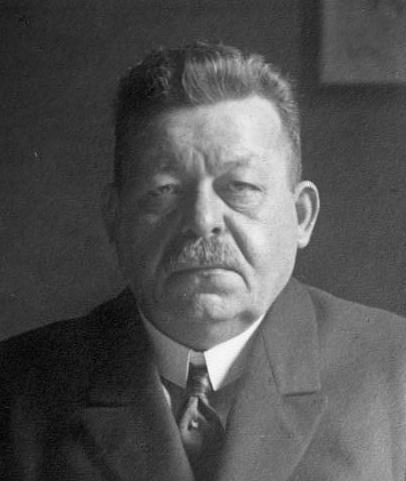
Friedrich Ebert

Em janeiro de 1915, Scheidemann expressou sua indignação com elementos do SPD que não suportavam ouvir a palavra "pátria". Sua declaração foi precedida pela violação da disciplina partidária por Karl Liebknecht, quando, em dezembro de 1914, ele votou contra um projeto de lei de empréstimo de guerra. Hugo Haase defendeu Liebknecht na época, e ele recebeu inúmeras manifestações de simpatia de dentro do SPD.  A ideia de uma paz negociada ("Plano Scheidemann"), no entanto, não conseguiu mais evitar uma divisão dentro do SPD sobre a questão do financiamento contínuo para a guerra. Em abril de 1917, a ala esquerda anti-guerra do partido formou o Partido Social-Democrata Independente da Alemanha (USPD), enquanto o próprio SPD foi renomeado para Partido Social-Democrata Majoritário da Alemanha (MSPD). No distrito eleitoral de Scheidemann, em Solingen, a organização do SPD juntou-se ao USPD e pediu a Scheidemann – sem sucesso – que renunciasse à sua cadeira no Reichstag. A partir de outubro de 1917, com o Congresso do Partido de Würzburg, Scheidemann foi presidente do partido MSPD ao lado de Friedrich Ebert.
Em vista do agravamento das dificuldades sociais da classe trabalhadora causadas pela guerra, o SPD vinha pressionando desde o início de 1917 para cumprir sua promessa de uma reorganização política da Alemanha. Negociações começaram entre Scheidemann, Conrad Haussmann do Partido Democrático Alemão de centro-esquerda e Gustav Stresemann do Partido Liberal Nacional para formar uma maioria parlamentar de esquerda com o objetivo de dar ao Reich uma verdadeira forma parlamentar de governo com ministros responsáveis perante ele em vez do imperador. Scheidemann acomodou os partidos burgueses a ponto de dizer que acreditava que poderia, se necessário, imaginar um sistema parlamentar com um monarca à frente. Um resultado das negociações foi a aprovação da Resolução de Paz do Reichstag de 19 de julho de 1917 por 212 votos a 126. Ela pedia negociações de paz sem demandas de anexações.
Para prevenir a radicalização interna, Scheidemann, Friedrich Ebert e Otto Braun juntaram-se à liderança das greves de janeiro de 1918, nas quais mais de um milhão de trabalhadores reivindicaram melhores condições de vida e de trabalho, o fim da guerra e a democratização da constituição. Sua ação rendeu aos três homens o ódio da direita política. 

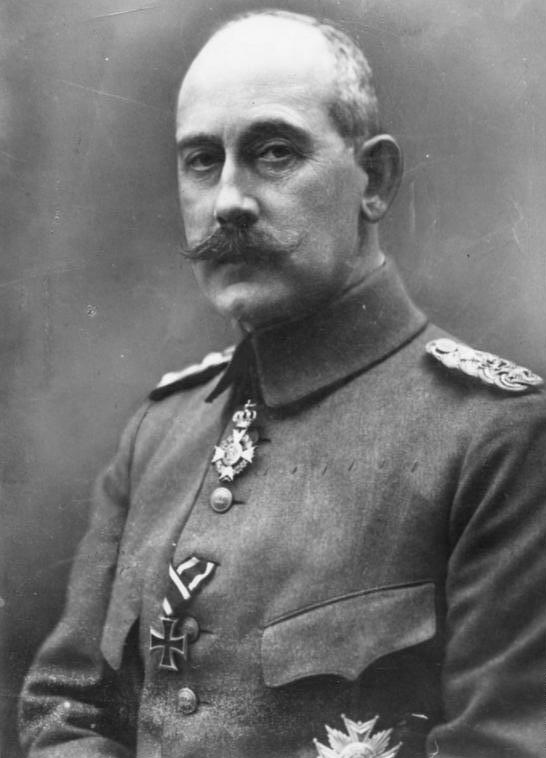
Príncipe Maximiliano de Baden

Como presidente do grupo parlamentar e figura de destaque de seu partido no comitê interpartidário, Scheidemann desempenhou um papel significativo na derrubada do governo do chanceler do Reich, Georg von Hertling, em setembro de 1918. Scheidemann e Ebert, no entanto, tinham opiniões divergentes sobre como proceder. Quando políticos do Partido Popular Progressista trouxeram o príncipe Maximiliano de Baden para a discussão como chanceler do Reich, Scheidemann disse que não se podia esperar que os social-democratas colocassem um príncipe à frente do governo. Em 3 de outubro de 1918, "no momento em que as circunstâncias eram as piores possíveis", Scheidemann se opôs à participação social-democrata no governo. Friedrich Ebert finalmente convenceu a maioria do grupo parlamentar a concordar com a entrada do MSPD no gabinete de von Baden.  Foi a primeira vez que membros do SPD serviram no governo imperial, embora desde 1912 o partido tivesse o maior número de assentos no Reichstag entre todos os partidos.
Apesar de suas reservas, Scheidemann e outros políticos importantes da maioria parlamentar tornaram-se secretários de estado sem pasta no gabinete von Baden. Scheidemann foi escolhido para o cargo em vez de Friedrich Ebert devido à sua maior popularidade. Os ministros eram os verdadeiros tomadores de decisões políticas; Max von Baden era principalmente representativo para o mundo exterior.  Scheidemann, como membro do governo, iniciou uma anistia para presos políticos. Em particular, ele pessoalmente pressionou pela libertação de Karl Liebknecht diante da oposição do Ministério da Guerra e dos tribunais militares, bem como das objeções do chanceler do Reich. 

### Proclamação da República
Diante de uma derrota iminente na guerra e da ameaça de desenvolvimentos revolucionários em seu país, Scheidemann declarou, em 5 de novembro de 1918, que considerava o bolchevismo um perigo maior do que o inimigo externo. Nisso, ele concordava com o Comando Supremo do Exército. A propaganda e a historiografia comunistas atribuíram posteriormente a Scheidemann o rompimento de relações do governo do Reich com a Rússia Soviética naquele dia, declarando-o "o autor da provocação antissoviética dirigida contra a Liga Espartaquista".

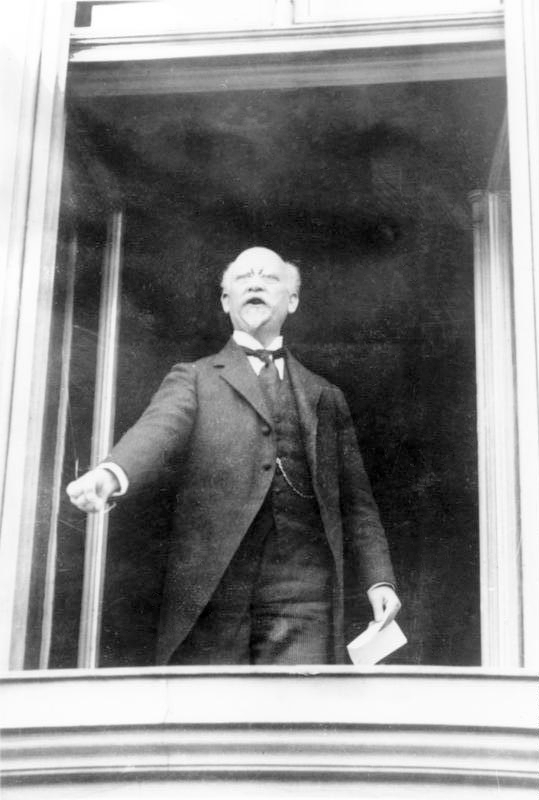
Philipp Scheidemann proclamando a República no edifício do Reichstag, 9 de novembro de 1918

Ao contrário dos militares, Scheidemann havia chegado à conclusão de que uma luta bem-sucedida contra a extrema esquerda só seria possível se o Imperador Guilherme II abdicasse. Ebert e Scheidemann, no entanto, adiaram a questão fundamental da monarquia ou da república por enquanto. Scheidemann havia formulado o curso do partido em 6 de novembro: "Agora devemos nos colocar à frente do movimento ou haverá condições anarquistas no Reich."  Por meio de um ultimato, o grupo parlamentar do MSPD conseguiu, entre outras coisas, levar adiante a parlamentarização da Prússia, o maior estado da Alemanha, sem conseguir impedir a eclosão de ações revolucionárias em Berlim. 

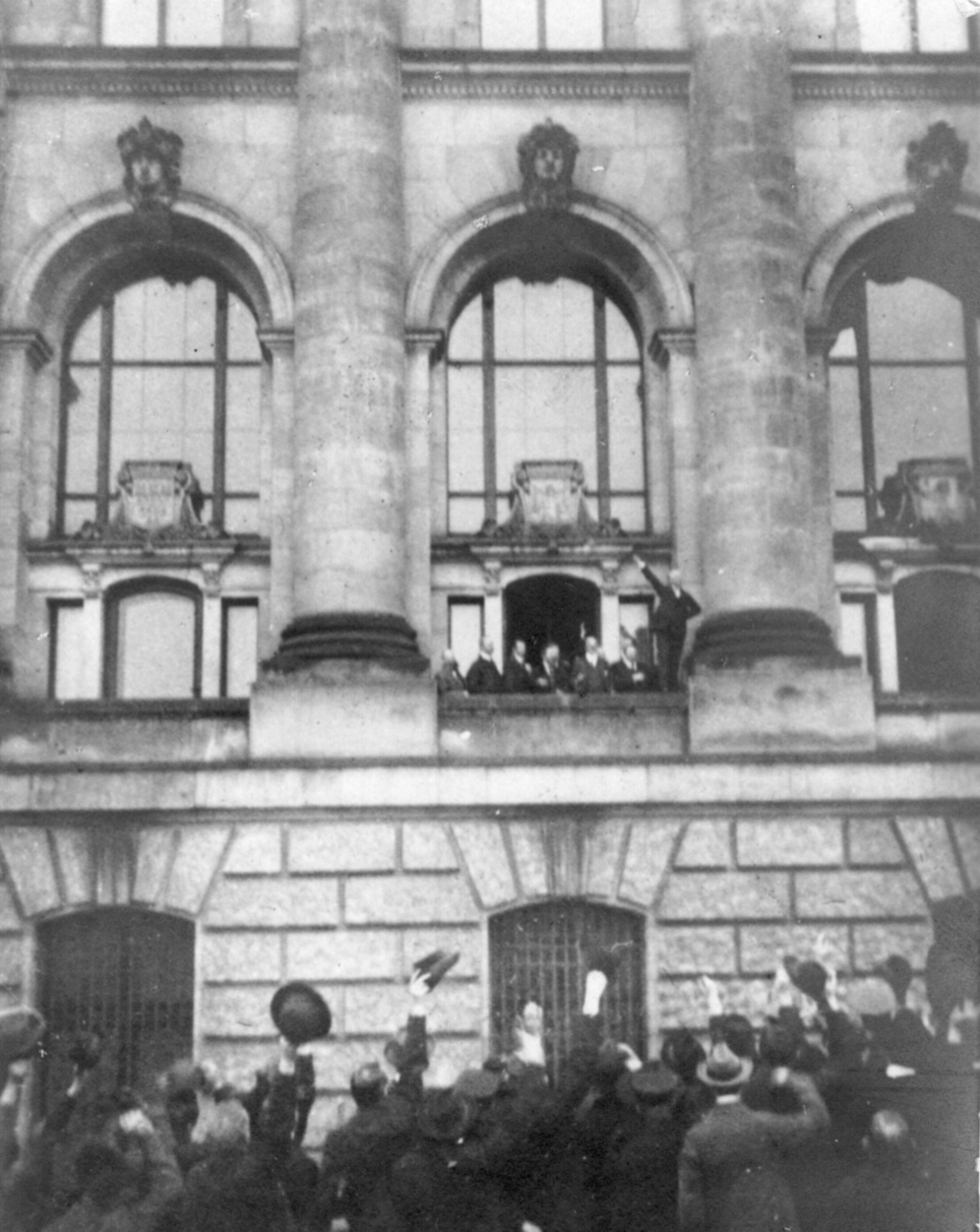
Vista de Scheidemann à distância na janela do Reichstag

Em 9 de novembro de 1918, o chanceler Max von Baden anunciou unilateralmente a abdicação do imperador Guilherme II e a renúncia dos direitos hereditários do príncipe herdeiro Guilherme ao trono. Scheidemann entregou sua renúncia ao cargo de secretário às 10h. Por volta do meio-dia, Friedrich Ebert chegou à chancelaria do Reich e exigiu que a autoridade para governar fosse entregue a ele e ao MSPD. Von Baden renunciou e, em um ato inconstitucional, designou Ebert seu sucessor como chanceler do Reich e ministro-presidente da Prússia. Quando Ebert e Scheidemann foram almoçar no prédio do Reichstag, sentaram-se em mesas separadas. Uma enorme multidão se reuniu do lado de fora e houve pedidos de discurso. Ebert se recusou a ir até eles, mas Scheidemann se levantou e correu para uma janela de frente para a multidão. De acordo com as próprias lembranças de Scheidemann, alguém lhe disse ao longo do caminho que o líder espartaquista Karl Liebknecht pretendia declarar a Alemanha uma república soviética. Scheidemann então fez um discurso espontâneo que encerrou com as palavras:
| “ | "A velha e podre monarquia ruiu. Viva o novo! Viva a República Alemã!" | ” |

Quando Scheidemann retornou à sala de jantar do Reichstag, um Ebert furioso o confrontou. Ebert socou a mesa e gritou: "Você não tem o direito de proclamar a república! O que acontecerá com a Alemanha, uma república ou qualquer outra forma, cabe a uma assembleia constituinte decidir!"  Para Scheidemann, no entanto, estava claro que a legitimação da nova liderança apenas pela declaração de Max von Baden não seria suficiente. Os trabalhadores e soldados manifestantes esperavam uma ruptura completa com o sistema imperial.
Naquela altura, Guilherme II não tinha abdicado, embora tenha fugido logo para os Países Baixos e assinado uma abdicação a 28 de novembro. A partir de 9 de novembro de 1918, a Alemanha era legalmente ainda uma monarquia,   o que significava que o discurso de Scheidemann não tinha autoridade legal. Mais tarde nesse dia, apesar do anúncio de Scheidemann, Ebert pediu ao príncipe Maximiliano que permanecesse como regente imperial, mas ele recusou.  Tanto Ebert como Scheidemann ainda esperavam preservar a estrutura de governo existente sob um chanceler Ebert, restaurar a calma e lidar com a questão urgente do armistício com as potências aliadas. No entanto, a revolução parecia provável que forçaria o MSPD a partilhar o poder com os espartaquistas de extrema-esquerda e o USPD.  Na tarde de 9 de novembro, Ebert pediu relutantemente ao USPD que nomeasse três ministros para um futuro governo. 
Naquela noite, um grupo de várias centenas de seguidores dos Delegados Revolucionários – representantes dos trabalhadores independentes dos sindicatos formais – ocupou o Reichstag e realizou um debate improvisado. Eles pediram a eleição de conselhos de soldados e trabalhadores no dia seguinte, com o objetivo de nomear um governo provisório a ser chamado de Conselho dos Deputados do Povo.  A liderança do MSPD conseguiu garantir que a maioria dos membros eleitos para os conselhos de trabalhadores viesse de suas fileiras e, assim, foi capaz de fornecer três dos seis membros do Conselho que foi criado em 10 de novembro: Ebert, Scheidemann e Otto Landsberg. Ebert tornou-se presidente conjunto com Hugo Haase (USPD), que forneceu os outros três membros (Haase, Wilhelm Dittmann e Emil Barth). Scheidemann esteve no Conselho dos Deputados do Povo durante todo o período de sua existência, de 10 de novembro de 1918 a 13 de fevereiro de 1919. Ele era o principal responsável pela política financeira.

### Ministro-Presidente do Reich
Durante os combates em Berlim, no final de dezembro de 1918, conhecidos como a Crise do Natal, Scheidemann apoiou a decisão de Ebert de usar a força militar contra a ocupação do Palácio pela Divisão da Marinha Popular, de esquerda. Isso atraiu a fúria dos radicais de esquerda. Cartazes carregados no funeral dos mortos diziam: "Acusamos Ebert, Landsberg e Scheidemann pelo assassinato dos marinheiros". 

Brasões da Alemanha no início da República de Weimar

Scheidemann foi eleito membro da Assembleia Nacional de Weimar nas eleições federais de janeiro de 1919. Ele queria persuadir Ebert, que estava buscando o cargo de presidente do Reich, a assumir o cargo de chanceler do Reich, pois estava convencido de que os pontos fortes de Ebert estavam na atividade prática e não na representativa. Portanto, ele concorreu contra Ebert nas eleições presidenciais de fevereiro de 1919, mas recebeu apenas um dos 379 votos válidos emitidos pelos membros da Assembleia Nacional. Ebert, que recebeu 73% dos votos, então confiou a Scheidemann a formação do governo, que ocorreu em 13 de fevereiro de 1919. Scheidemann ocupou o cargo desde então até 20 de junho de 1919 como ministro-presidente do Reich, a designação para o chefe de governo até a adoção da Constituição de Weimar e equivalente a chanceler do Reich.
Scheidemann chefiou um gabinete composto pelo MSPD, o Partido Democrata Cristão do Centro e o Partido Democrático Alemão (DDP) de centro-esquerda – uma combinação que veio a ser conhecida como Coalizão de Weimar. Os historiadores atribuem o trabalho relativamente livre de conflitos do governo de coalizão ao papel de Scheidemann como moderador, em vez de um verdadeiro líder na administração de seu gabinete.  Tais avaliações são às vezes interpretadas como sinais de liderança fraca e falta de assertividade. Gustav Noske, que participou do governo como ministro de assuntos militares, descreveu as ações do governo como uma expressão dos sentimentos democráticos dos líderes dos social-democratas, para quem "a ideia de forçar aqueles que pensam diferente parecia criminosa". Por respeito aos resultados das eleições (o MSPD teve 38% dos votos, o Centro 20%, o DDP 19%), o MSPD "nunca agiu de forma coercitiva" em relação aos seus colegas burgueses no governo de coalizão. 
O desafio doméstico mais difícil para o gabinete foram as greves nos primeiros meses de 1919, que se preocupavam principalmente com o aumento dos salários reais, que haviam caído devido à inflação. Na região do Ruhr, em particular, as greves foram combinadas com reivindicações pela nacionalização das minas. Como a mineração de carvão era um fator-chave na economia como um todo, o governo de Scheidemann respondeu, em parte, com a implantação de unidades Freikorps, mas também com negociações. Em resposta a uma greve geral na Alemanha Central em fevereiro de 1919, envolvendo três quartos de todos os trabalhadores, Scheidemann fez com que o Reichswehr (exército alemão) ocupasse a cidade de Halle, mas, ao mesmo tempo, anunciou medidas para democratizar a economia.
A agitação que o governo de Scheidemann enfrentou em Berlim foi bem diferente. Lá, o movimento, que acabou sendo liderado pelos comunistas, não se preocupava com objetivos econômicos, mas políticos. Entre eles, estavam o reconhecimento dos conselhos de trabalhadores e soldados, a implementação das resoluções do Congresso dos Conselhos de Trabalhadores e Soldados do Reich (Reichsrätekongress) sobre política militar e retomada das relações políticas e econômicas com a União Soviética. O governo usou força militar contra o movimento nas batalhas da Marcha de Berlim. Greves em massa também ocorreram na Alta Silésia, Württemberg e Magdeburg. 
O governo de Scheidemann adotou uma lei na Assembleia Nacional em 6 de março de 1919 que, nas palavras de um historiador, "modificou e liberalizou significativamente o código de justiça militar", trazendo-o para o âmbito da política social. Em fevereiro de 1919, como uma concessão ao movimento de massas no Ruhr, o ministro do Trabalho, Gustav Bauer, decretou a criação de conselhos operários para a indústria de mineração, iniciando assim uma luta política pela representação dos conselhos operários nos conselhos de administração. Em 18 de março de 1919, um regulamento emitido pelo Gabinete de Desmobilização introduziu a jornada de trabalho de oito horas para funcionários de escritório, enquanto uma declaração governamental do mesmo mês aceitou os comitês operários "como representantes oficiais da economia".

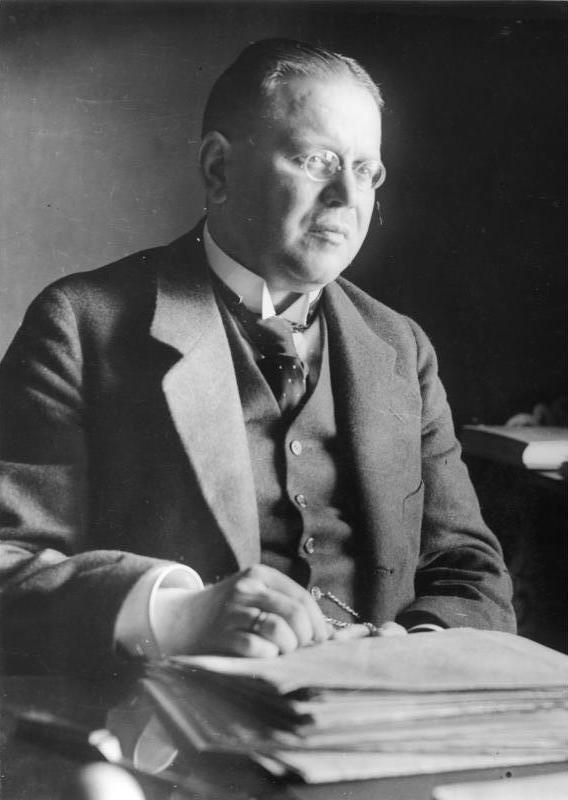
Matthias Erzberger

Na política externa, a decisão de aceitar ou rejeitar o Tratado de Versalhes ocorreu durante o mandato de Scheidemann. Ele se manifestou claramente contra sua assinatura. Quando a Assembleia Nacional de Weimar se reuniu em Berlim pela primeira vez, em 12 de maio de 1919, ele disse: "Que mão não deve murchar, que impõe esse grilhão a si mesma e a nós?"  A princípio, a maioria, não apenas da população, mas também dos círculos políticos, parecia apoiar a rejeição, e a observação de Scheidemann tornou-se um ditado popular. Realistas políticos como Matthias Erzberger, do Partido do Centro, Gustav Noske e Eduard David chamaram a atenção para o fato de que uma rejeição ameaçaria a ocupação de toda a Alemanha pelos Aliados. O ainda existente Comando Supremo do Exército também instou à aceitação do tratado, assim como o presidente do Reich, Ebert. Além disso, a maioria de seu próprio grupo parlamentar era a favor da aceitação. Como não foi possível chegar a um acordo entre os partidos governamentais e não foi possível alcançar uma posição unificada no gabinete – vários ministros eram claramente contra a aceitação do tratado – Scheidemann não viu outra possibilidade senão a demissão.

### Vida política depois de 1919
Nas eleições de 6 de junho de 1920, Scheidemann foi reeleito para o Reichstag, desta vez por Hesse-Nassau. De 1920 a 1925, ele também foi prefeito de Kassel. Ele permaneceu membro do Reichstag até 1933. Por muitos anos, ele também foi membro do executivo parlamentar do SPD. Ele fez aparições frequentes fora do parlamento, especialmente depois de deixar seu cargo como prefeito de Kassel em 1925. Em 1921, como um dos principais palestrantes no Congresso do Partido Görlitz do MSPD, ele pediu ao seu partido que declarasse a proteção da República sua principal preocupação: "Não seremos superados por ninguém no amor por nossa pátria e por nosso povo."  Mais tarde, ele se tornou um dos palestrantes mais requisitados em eventos do Reichsbanner Schwarz-Rot-Gold (Bandeira do Reich Preta, Vermelha, Dourada), afiliado ao SPD, ao qual pertencia o comitê do Reich.
Após deixar o governo, Scheidemann tornou-se cada vez mais o porta-voz daqueles em seu partido que estavam insatisfeitos com as ações de seus representantes e funcionários do governo. Ele se tornou um dos defensores mais ferrenhos da resolução adotada em 1919 no Congresso do Partido de Weimar do MSPD, que enfatizava a independência irrestrita do partido em relação ao governo e aos representantes governamentais que ele nomeava. Com base nisso, Scheidemann assumiu a posição de que, em casos de tensão entre a ação governamental, por um lado, e a linha política e a direção básica do partido, por outro, esta última deveria ter preferência. Ele acreditava que a lealdade aos próprios representantes do governo tinha seus limites quando os princípios fundamentais do partido e os interesses elementares do povo eram violados.
Em novembro de 1923, Scheidemann admitiu num artigo de jornal no Casseler Volksblatt que o caminho que ele havia seguido um ano antes, que levou ao fim do segundo governo de Joseph Wirth (Partido do Centro), havia sido um erro grave e irreparável.  Naquela época, em deferência aos antigos membros do USPD que tinham acabado de retornar ao partido-mãe, eles recusaram qualquer cooperação com o Partido Popular Alemão (DVP) de direita liberal, que acabou trazendo o apartidário Wilhelm Cuno, que era próximo do DVP, para o governo como chanceler do Reich. 
Em abril de 1921, Scheidemann pediu a renúncia do presidente do Reich, Friedrich Ebert, porque seu cargo o obrigava a usar seu nome social-democrata em apoio ao governo minoritário de centro-direita formado após a retirada do MSPD, após a perda de 62 cadeiras nas eleições de 1920. O apelo de Scheidemann foi precedido por muitas expressões de descontentamento de dentro do partido contra Ebert, porque ele não resistiu ao pedido do governo de centro-direita do chanceler do Partido de Centro, Constantin Fehrenbach, de invocar o Artigo 48 de Emergência da Constituição do Reich. Isso permitiu que o governo ignorasse o parlamento e impusesse restrições ao direito de greve (novembro de 1920) e introduzisse tribunais especiais para reprimir a revolta da Ação de Março (1921), liderada pelos comunistas, na Alemanha Central. O apelo de Scheidemann foi imediatamente precedido pela adoção, aprovada por Ebert, da portaria sobre a bandeira introduzida pelo governo de Fehrenbach. Utilizou símbolos do império em uma extensão muito maior do que havia sido originalmente previsto na constituição e, portanto, poderia ser entendido como um sinal dirigido contra a República.   Ebert não atendeu ao pedido de renúncia de Scheidemann.
Durante seu mandato no Reichstag, Scheidemann escreveu tratados políticos que foram amplamente lidos e no parlamento fez vários discursos que tiveram consequências significativas. Após o Kapp Putsch em 1920, ele atacou duramente seu colega de partido Gustav Noske na Assembleia Nacional, que havia fugido para Stuttgart devido ao putsch, embora não tenha mencionado explicitamente seu nome. Scheidemann considerou o ministro do Reichswehr parcialmente responsável pela tentativa de golpe, dizendo que a democratização dos militares havia sido negligenciada. Ele exigiu um expurgo completo das tropas, o desarmamento de todos os amotinados e a demissão de todos os oficiais que não eram leais à república. Noske acabou sendo forçado a renunciar.
Em 1926, Scheidemann revelou no Reichstag a colaboração ilegal entre a Reichswehr e o Exército Soviético na tentativa de reconstruir as Forças Armadas alemãs além das limitações do Tratado de Versalhes. A revelação levou à queda do terceiro governo de Wilhelm Marx (Partido de Centro).

### Prefeito de Kassel

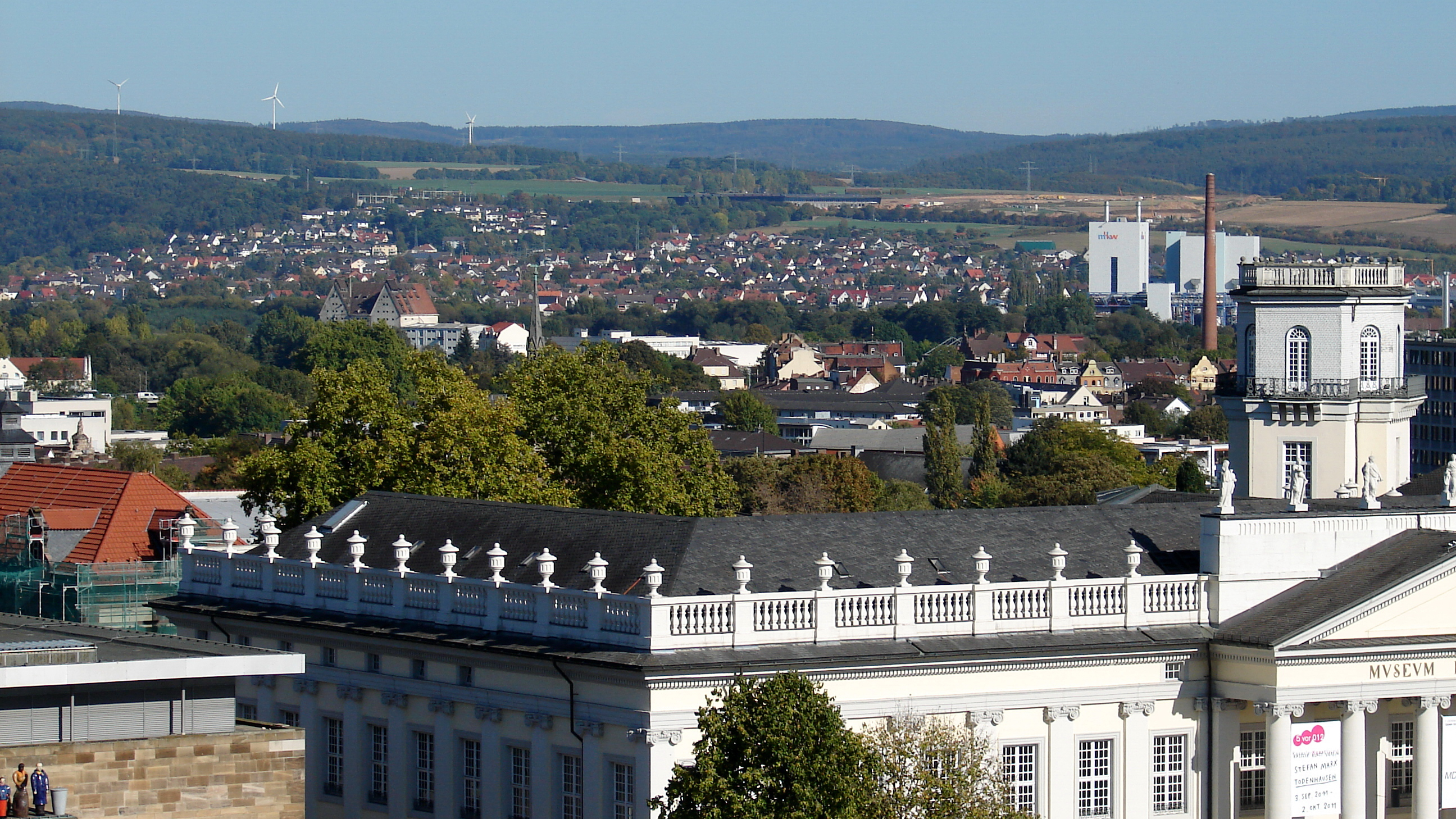
Vista da Kassel moderna

Scheidemann foi eleito prefeito de Kassel em 19 de dezembro de 1919, sucedendo Erich Koch-Weser.  Ele ocupou o cargo até 1925. Desde o início de seu mandato, ele teve que se defender contra acusações dos partidos burgueses em Kassel, que disseram que o filho de um artesão não tinha as qualificações para o cargo e o acusaram de negligenciar suas tarefas em Kassel por causa de seu mandato no Reichstag. Críticas semelhantes eventualmente vieram do SPD. Nas eleições municipais de Kassel em 4 de maio de 1924, o SPD sofreu uma séria derrota que deu aos partidos burgueses a maioria no parlamento da cidade. Uma moção de censura contra Scheidemann foi aprovada, mas não era juridicamente vinculativa. O conflito continuou até que o presidente do distrito finalmente interveio. Como resultado de sua mediação, Scheidemann deixou o cargo em 1º de outubro de 1925. Depois disso, ele se concentrou em suas funções no Reichstag. Ele também escreveu vários livros, incluindo sua autobiografia em dois volumes, Memórias de um Social Democrata (1928).

### Scheidemann como a personificação do inimigo para os oponentes da República
Scheidemann era a personificação do "sistema de Weimar" tanto para a extrema direita quanto para a esquerda. Aproveitando a ambiguidade de seu sobrenome, o termo "Scheidemann" foi usado como uma invectiva contra os apoiadores da República ('Scheide' pode significar 'bainha' ou 'vagina'). Depois que tal uso se tornou comum entre os círculos militaristas-nacionalistas durante a Primeira Guerra Mundial, a Liga Espartaquista o utilizou em um apelo aos trabalhadores e soldados de Berlim em 10 de novembro de 1918, quando os socialistas no governo foram difamados como "Scheidemänner" ('homens de Scheide') que haviam "perseguido" a classe trabalhadora para a guerra.
No Domingo de Pentecostes, 4 de junho de 1922, enquanto Scheidemann era prefeito de Kassel, houve um atentado contra sua vida. Durante uma caminhada com sua filha, Hans Hustert (que mais tarde seria um ajudante da SS de Heinrich Himmler) e Karl Oehlschläger borrifaram-no no rosto com ácido prússico. Diz-se que o terceiro homem que participou da tentativa de assassinato foi Erwin Kern, um dos homens que assassinaram o Ministro das Relações Exteriores Walther Rathenau três semanas depois. Scheidemann sobreviveu à tentativa de assassinato porque ventos fortes impediram os perpetradores de borrifá-lo, de modo que o veneno entrou em sua boca e nariz. Mais tarde, depois que Scheidemann recebeu repetidas ameaças de morte e sua casa foi manchada com suásticas, ele sempre carregava uma pistola em caminhadas para se defender dos agressores. A tentativa de assassinato contra ele fez parte de uma série de assassinatos políticos que incluíam, entre outros, Matthias Erzberger, um dos signatários do Armistício de 11 de novembro de 1918, e Walther Rathenau. Os perpetradores eram membros da Organização Cônsul (o principal grupo responsável pela série de assassinatos), da Deutschvölkischer Schutz- und Trutzbund (Federação Nacionalista Alemã para Proteção e Defesa), da Brigada Freikorps Ehrhardt e da Divisão de Ferro. Os homens que atacaram Scheidemann foram capturados no mesmo ano e condenados a longas penas de prisão.

### Vida no exílio
Após a tomada do poder pelos nazistas em 30 de janeiro de 1933, Scheidemann, a quem a extrema direita denunciava há anos como um dos principais criminosos de novembro, corria grave perigo. Poucos dias após o incêndio do Reichstag em 27 de fevereiro de 1933, ele fugiu para Salzburgo, na Áustria, onde foi acolhido pelo membro do Conselho Nacional Austríaco, Josef Witternigg. Os extensos registros de Scheidemann sobre sua atividade política, incluindo 26 volumes de anotações de diário de 1914 a 1919, permaneceram na Alemanha, onde foram confiscados pela polícia política. Atualmente, são considerados perdidos.

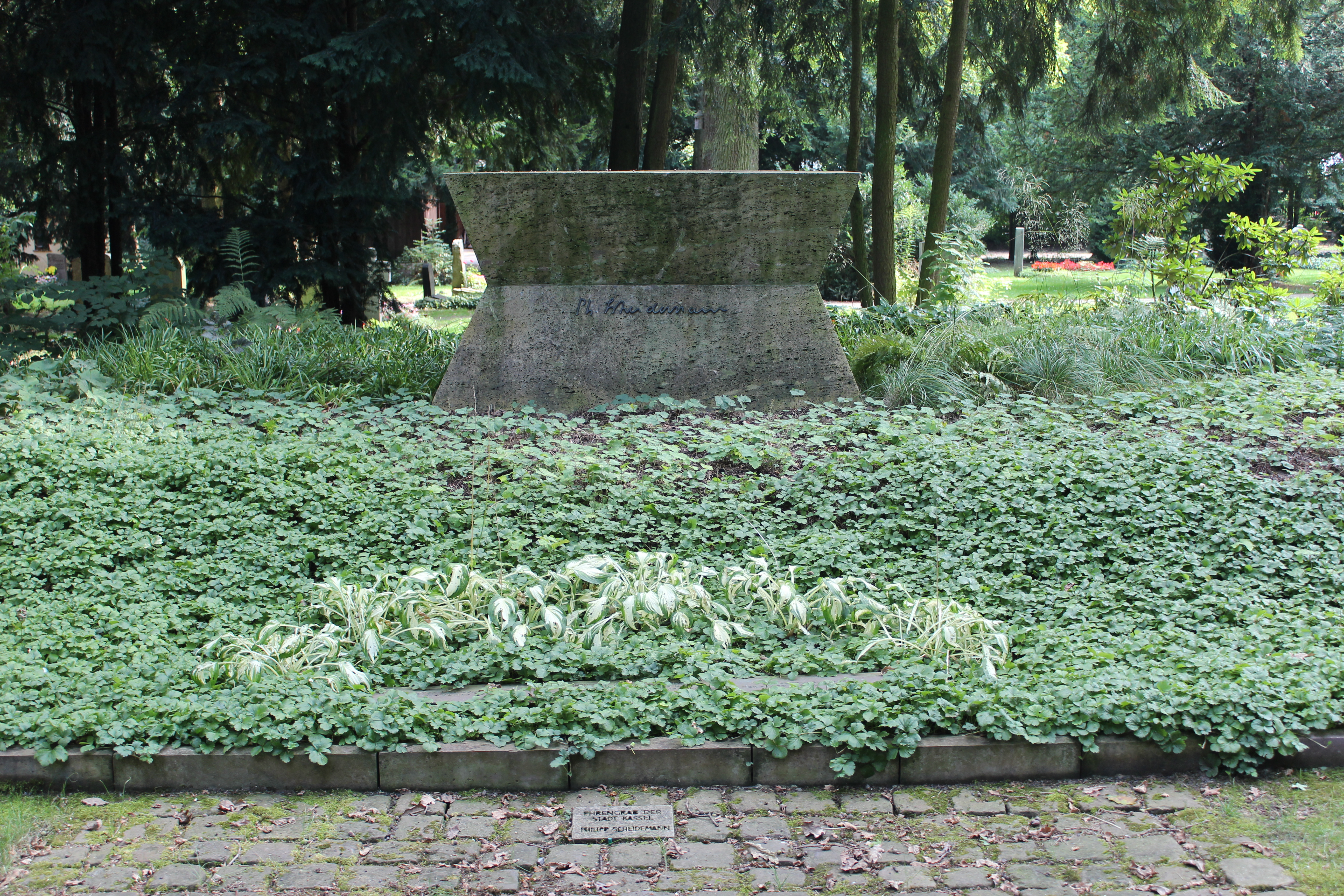
Túmulo de Philipp Scheidemann

Após estadias na Checoslováquia, Suíça, França e Estados Unidos, Scheidemann chegou à Dinamarca em 1935. A primeira lista de expatriados do Reich alemão, publicada em 25 de agosto de 1933, privou-o da cidadania alemã. Embora a sua saúde estivesse a deteriorar-se, ele observou atentamente os acontecimentos na Alemanha e publicou artigos na imprensa da classe trabalhadora dinamarquesa sob um pseudónimo.
Philipp Scheidemann faleceu em Copenhague em 29 de novembro de 1939. Em 1953, a cidade de Copenhague transferiu suas cinzas para Kassel. Seu túmulo está localizado na parte antiga do cemitério principal de Kassel e é preservado como túmulo de honra pela cidade. O desejo de Scheidemann era ser enterrado em Berlim ao lado de sua esposa Johanna, que faleceu em agosto de 1926.

## Escritos no exílio
Nos últimos anos de sua vida, Scheidemann produziu uma série de manuscritos nos quais tentou examinar criticamente vários aspectos da política social-democrata entre 1918 e 1933. Em 1940, após a ocupação alemã da Dinamarca, a filha de Scheidemann, Louise, enterrou os papéis perto de Copenhague. Ela conseguiu recuperá-los em 1945 e, em 1947, entregou algumas cópias ao comitê executivo do SPD para inspeção. Em fevereiro de 1948, o vice-presidente do partido, Erich Ollenhauer, a informou por escrito que, por enquanto, não era "do interesse do partido" publicar o material "no qual seu pai é, em parte, muito crítico da política oficial do partido na República de Weimar". A publicação só ocorreu em 2002.
Em seus escritos, Scheidemann acusou Friedrich Ebert, em particular, de ter "arruinado"  o SPD por meio de graves erros políticos. Ele descreveu Ebert como um lobo solitário e calculista que quase nunca se explicava, que era um "mestre em questões organizacionais e táticas"  e que geralmente evitava confrontos diretos e discussões nos comitês oficiais, mas sempre sabia como conseguir o que queria por meio de consultas informais paralelas com diferentes grupos de interesse. Essas manobras permitiram que Ebert, por exemplo, assegurasse a presidência do Reich em fevereiro de 1919, embora a maioria do grupo parlamentar do SPD inicialmente quisesse nomear Scheidemann após a notícia de que Ebert havia reagido à proclamação da República por Scheidemann em 9 de novembro de 1918 com uma explosão de raiva.  Scheidemann afirmou que logo "se arrependeu amargamente" de sua retirada da liderança do partido no outono de 1919 e de sua partida para Kassel. A "luta contra as políticas lideradas por Ebert teria que ser travada então, de um jeito ou de outro, porque o desastre iminente já era palpável".  Scheidemann foi igualmente severo em seu julgamento do comportamento dos grupos dirigentes do SPD e da Federação Geral dos Sindicatos Alemães no verão de 1932 e na primavera de 1933, dizendo que a atitude dos líderes sindicais em particular era "terrivelmente patética" e que suas tentativas de "encontrar um modus vivendi com Hitler" eram "incomparáveis na história do movimento trabalhista internacional".  Scheidemann exigiu do comitê executivo do SPD no exílio que a autocrítica não se limitasse aos anos de 1918 e 1919; O que era necessário era "pelo menos algumas linhas sobre os quinze anos que ficaram para trás, mas no mínimo por volta de 20 de julho de 1932"  – a data do golpe de Estado prussiano de 1932, quando o presidente do Reich, Paul von Hindenburg, invocou uma cláusula de emergência da Constituição de Weimar para substituir o governo eleito do estado da Prússia por Franz von Papen como Comissário do Reich. O próprio Scheidemann, como muitos outros social-democratas, contava com a convocação de uma greve geral em julho de 1932 e fevereiro de 1933, em parte porque "camaradas influentes" lhe garantiram repetidamente que "o botão seria pressionado" no momento decisivo. Ele "acreditava no slogan de Berlim porque considerava impossível um fracasso completo da liderança, na qual, admito, não tinha grande confiança há anos". 

## Obras
- Es lebe der Frieden [Viva a Paz], 1916.
- Der Zusammenbruch [O Colapso], 1921.
- Der Fürsten Habgier, Die Forderungen der Fürsten an das Notleidende Volk [A Ganância dos Príncipes, as Exigências dos Príncipes sobre os Necessitados], 1926.
- Die Sozialdemokratie und das stehende Heer [Social-Democracia e o Exército Permanente]. 1910.
- Der Feind steht rechts! [O Inimigo está à Direita!] 1919.
- Memoiren eines Sozialdemokraten. [Memórias de um Social-Democracia] 2 vols., 1928. (nova edição de 2010, Severus-Verlag, Hamburg, ISBN 978-3-942382-37-3 und ISBN 978-3-942382-54-0).
- Das historische Versagen der SPD. Schriften aus dem Exil. [O Fracasso Histórico do SPD. Escritos do Exílio] Frank R. Reitzle, ed. zu Klampen: Lüneburg 2002.
- Kasseläner Jungen – Mundartliche Geschichderchen. [Juventude de Kassel — Histórias em Dialeto] (sob o pseudônimo Henner Piffendeckel) Fac-símile da edição de 1926. Comino-Verlag, Berlin, ISBN 978-3-945831-06-9